# World Taekwondo Grand Prix 2015
L'edizione del World Taekwondo Grand Prix 2015 si è composta di quattro tappe, concludendosi il 6 dicembre dello stesso anno. 

## Calendario
| Tappa    | Data            | Location          | Note  |
| -------- | --------------- | ----------------- | ----- |
| Series 1 | 14–16 agosto    | Mosca             | [ 1 ] |
| Series 2 | 18–20 settembre | Samsun            | [ 2 ] |
| Series 3 | 15–17 ottobre   | Manchester        | [ 3 ] |
| Finale   | 5–6 dicembre    | Città del Messico | [ 4 ] |

## Vincitori

### Uomini

#### 58kg
| Competizioni      | Oro                | Argento            | Bronzo                         |
| ----------------- | ------------------ | ------------------ | ------------------------------ |
| Mosca             | Farzan Ashourzadeh | Carlos Navarro     | Levent Tuncat Kim Tae-hun      |
| Samsun            | Rui Bragança       | Levent Tuncat      | Zhao Shuai Lucas Guzmán        |
| Manchester        | Nursultan Mamayev  | Jesús Tortosa      | Farzan Ashourzadeh Kim Tae-hun |
| Città del Messico | Kim Tae-hun        | Farzan Ashourzadeh | César Rodríguez                |

#### 68 kg
| Competizioni      | Oro               | Argento           | Bronzo                             |
| ----------------- | ----------------- | ----------------- | ---------------------------------- |
| Mosca             | Kim Hun           | Lee Dae-hoon      | Abolfazl Yaghoubi Maksim Khramtsov |
| Samsun            | Aleksey Denisenko | Saúl Gutiérrez    | Abolfazl Yaghoubi Lee Dae-hoon     |
| Manchester        | Lee Dae-hoon      | Abolfazl Yaghoubi | Servet Tazegül Kim Hun             |
| Città del Messico | Lee Dae-hoon      | Saúl Gutiérrez    | Jaouad Achab                       |

#### 80 kg
| Competizioni      | Oro                 | Argento             | Bronzo                                 |
| ----------------- | ------------------- | ------------------- | -------------------------------------- |
| Mosca             | Cheick Sallah Cissé | Aaron Cook          | Ismaël Coulibaly Steven López          |
| Samsun            | Mehdi Khodabakhshi  | Cheick Sallah Cissé | Masoud Hajji-Zavareh Roberto Botta     |
| Manchester        | Oussama Oueslati    | Lutalo Muhammad     | Mehdi Khodabakhshi Cheick Sallah Cissé |
| Città del Messico | Lutalo Muhammad     | Aaron Cook          | Masoud Hajji-Zavareh                   |

#### +80 kg
| Competizioni      | Oro            | Argento         | Bronzo                          |
| ----------------- | -------------- | --------------- | ------------------------------- |
| Mosca             | Dmitriy Shokin | Vladislav Larin | Jo Chol-ho Mahama Cho           |
| Samsun            | Jo Chol-ho     | Sajjad Mardani  | Volker Wodzich Dmitriy Shokin   |
| Manchester        | Dmitriy Shokin | Rafael Alba     | Arman-Marshall Silla Omid Amidi |
| Città del Messico | Sajjad Mardani | M'Bar N'Diaye   | Jasur Baykuziyev                |

### Donne

#### 49 kg
| Competizioni      | Oro        | Argento                | Bronzo                              |
| ----------------- | ---------- | ---------------------- | ----------------------------------- |
| Mosca             | Kim So-hui | Li Zhaoyi              | Rukiye Yıldırım Tijana Bogdanović   |
| Samsun            | Wu Jingyu  | Panipak Wongpattanakit | Svetlana Igumenova Yasmina Aziez    |
| Manchester        | Wu Jingyu  | Chanatip Sonkham       | Patimat Abakarova Tijana Bogdanović |
| Città del Messico | Wu Jingyu  | Yasmina Aziez          | Panipak Wongpattanakit              |

#### 57 kg
| Competizioni      | Oro            | Argento       | Bronzo                          |
| ----------------- | -------------- | ------------- | ------------------------------- |
| Mosca             | Kimia Alizadeh | Jade Jones    | Martina Zubčić Hedaya Malak     |
| Samsun            | Jade Jones     | Huang Yun-wen | Rachelle Booth Nikita Glasnović |
| Manchester        | Jade Jones     | Eva Calvo     | Nikita Glasnović Mayu Hamada    |
| Città del Messico | Hedaya Malak   | Eva Calvo     | Jade Jones                      |

#### 67 kg
| Competizioni      | Oro                    | Argento          | Bronzo                          |
| ----------------- | ---------------------- | ---------------- | ------------------------------- |
| Mosca             | Oh Hye-ri              | Melissa Pagnotta | Farida Azizova Seham El-Sawalhy |
| Samsun            | Anastasia Baryshnikova | Zhang Hua        | İrem Yaman Nur Tatar            |
| Manchester        | Haby Niaré             | Nur Tatar        | Oh Hye-ri Chuang Chia-chia      |
| Città del Messico | Haby Niaré             | Nur Tatar        | Zhang Hua                       |

#### +67 kg
| Competizioni      | Oro             | Argento        | Bronzo                         |
| ----------------- | --------------- | -------------- | ------------------------------ |
| Mosca             | Nafia Kuş       | Li Donghua     | Bianca Walkden Gwladys Épangue |
| Samsun            | Jackie Galloway | Bianca Walkden | Petra Matijašević Iva Radoš    |
| Manchester        | Zheng Shuyin    | Bianca Walkden | Milica Mandić Nafia Kuş        |
| Città del Messico | Zheng Shuyin    | María Espinoza | Reshmie Oogink                 |

## Medagliere
| Posiz. | Nazione            | Oro | Argento | Bronzo | Totale |
| ------ | ------------------ | --- | ------- | ------ | ------ |
| 1      | Corea del Sud      | 7   | 1       | 6      | 14     |
| 2      | Cina               | 5   | 3       | 2      | 10     |
| 3      | Iran               | 4   | 3       | 7      | 14     |
| 4      | Regno Unito        | 3   | 4       | 4      | 11     |
| 5      | Francia            | 2   | 2       | 2      | 6      |
| 6      | Russia             | 2   | 1       | 2      | 5      |
| 7      | Uzbekistan         | 2   | 0       | 2      | 4      |
| 8      | Turchia            | 1   | 2       | 5      | 8      |
| 9      | Costa d'Avorio     | 1   | 1       | 1      | 3      |
| 10     | Egitto             | 1   | 0       | 2      | 3      |
| 11     | Stati Uniti        | 1   | 0       | 1      | 2      |
| 12     | Kazakistan         | 1   | 0       | 0      | 1      |
| 12     | Portogallo         | 1   | 0       | 0      | 1      |
| 12     | Tunisia            | 1   | 0       | 0      | 1      |
| 15     | Messico            | 0   | 4       | 1      | 5      |
| 16     | Spagna             | 0   | 3       | 0      | 3      |
| 17     | Thailandia         | 0   | 2       | 1      | 3      |
| 18     | Moldavia           | 0   | 2       | 0      | 2      |
| 19     | Germania           | 0   | 1       | 2      | 3      |
| 20     | Taipei cinese      | 0   | 1       | 1      | 2      |
| 21     | Canada             | 0   | 1       | 0      | 1      |
| 21     | Cuba               | 0   | 1       | 0      | 1      |
| 23     | Serbia             | 0   | 0       | 3      | 3      |
| 24     | Azerbaigian        | 0   | 0       | 2      | 2      |
| 24     | Croazia            | 0   | 0       | 2      | 2      |
| 24     | Svezia             | 0   | 0       | 2      | 2      |
| 27     | Argentina          | 0   | 0       | 1      | 1      |
| 27     | Bielorussia        | 0   | 0       | 1      | 1      |
| 27     | Belgio             | 0   | 0       | 1      | 1      |
| 27     | Italia             | 0   | 0       | 1      | 1      |
| 27     | Giappone           | 0   | 0       | 1      | 1      |
| 27     | Mali               | 0   | 0       | 1      | 1      |
| 27     | Paesi Bassi        | 0   | 0       | 1      | 1      |
| 27     | Macedonia del Nord | 0   | 0       | 1      | 1      |
| Totale | Totale             | 32  | 32      | 56     | 120    |